# Bitva o Ivankiv
Bitva o Ivankiv byla vojenským střetnutím mezi Ruskou federací a Ukrajinou během ruské invaze na Ukrajinu, trvajícím od 25. do 27. února 2022. Výsledkem bylo vítězství ruských ozbrojených sil a pokračování ofenzívy na Kyjev, došlo však zároveň ke zpomalení ruského postupu. Po rozsáhlém protiútoku bylo město Ivankiv 31. března osvobozeno ukrajinskou armádou, což vedlo k téměř úplnému odříznutí ruských jednotek severozápadně od Kyjeva a jejich urychlenému ústupu.

## Pozadí
Město Ivankiv leží v Kyjevské oblasti, zhruba 60 km vzdušnou čarou severozápadně od hlavního města Kyjeva a zhruba 50 km od hranic s Běloruskem. Před ruskou invazí mělo zhruba 10 tisíc obyvatel. Poblíž města se kříží strategicky významné silnice P-02 a P-05 vedoucí od běloruských hranic, které jsou jedinou spojnicí přes prakticky pustou uzavřenou zónu v Černobylu směrem ke Kyjevu.
K podpoření jednotek bojujících v bitvě o letiště Hostomel a útoku na ukrajinské hlavní město potřebovala ruská armáda po obsazení příhraničních oblastí a poměrně slabém odporu obránců v bitvě o Černobyl město rychle obsadit, než dojde k přísunu posil na ukrajinské straně a taktickému zničení mostů přes vodní toky, zejména řeku Irpiň.

## Bitva
Ráno 25. února zničily ukrajinské síly most  přes řeku Teteriv v Ivankivu a zastavily tak postup ruské tankové divize směrem na Kyjev. Ukrajinské výsadkové jednotky bojovaly s ruskými vojáky u Ivankivu a nedalekého města Dymer.
Některým ruským jednotkám se podařilo prolomit obranu Ivankivu a obsadit strategicky významné mezinárodní letiště Hostomel. Letiště se nachází pouhých 20 kilometrů severozápadně od Kyjeva.
Boje v Ivankivu pokračovaly i odpoledne a večer 25. února, kdy ruské síly ostřelovaly město dělostřelectvem, což si vyžádalo několik civilních obětí. V Ivankivu se také nachází hlavní plynovod, který by v případě zničení mohl zastavit dodávky ukrajinského plynu do velké části Evropy.
Dne 26. února pokračovaly boje v Ivankivu.
Dne 27. února 2022 bylo Ivankivské historické a dějepisné muzeum během bitvy zničeno ruskými vojsky, přičemž bylo ztraceno více než dvacet děl ukrajinské umělkyně Marie Prymačenko. V reakci na to ukrajinský ministr kultury a informační politiky Oleksandr Tkačenko požádal, aby Rusko přišlo o členství v UNESCO.